# John Beazley
John Davidson Beazley (Glasgow, 13 settembre 1885 – Oxford, 6 maggio 1970) è stato un archeologo britannico,  insigne studioso di antichità classiche, specialista nella ceramografia classica, i cui metodi di studio hanno aperto nuovi orizzonti all'interpretazione stilistica dei materiali conservati.

## Studi e carriera accademica
Beazley attese ai suoi studi presso il Balliol College, all'Università di Oxford, dove si legò di un'intensa amicizia al poeta James Elroy Flecker. Dopo la laurea, nel 1907, fu studente e tutor in antichità classiche presso il Christ Church College di Oxford, per divenire poi, nel 1925, Lincoln Professor of Classical Archaeology in Art.
Si ritirò dall'insegnamento nel 1956, continuando però i suoi studi fino alla morte.
Fu membro straniero dell'Académie des Inscription et Belles-Lettres dal 1945
Il suo prezioso archivio personale nel 1965 andò a costituire il Beazley Archive, conservato presso l'Ashmolean Museum: una preziosa collezione di 500.000 appunti, 250.000 fotografie in bianco e nero, 2000 libri e 1500 disegni.

## L'interesse per la ceramica antica
Nel 1908 pubblica il suo primo articolo su tre vasi greci dell'Ashmolean Museum. Si specializza da allora nello studio della Ceramica greca, in particolar modo quella a figure nere e a figure rosse, un campo di studio allora poco frequentato e nel quale divenne presto un'autorità mondiale.
Fu probabilmente sotto gli auspici del collezionista d'arte Edward Warren, animato da una comune passione, che Beazley entrerà in contatto con Bernard Berenson. Warren patrocinerà inoltre i suoi viaggi e le sue frequentazioni museali in giro per il mondo. Si recò ad esempio negli Stati Uniti con l'intento di studiare le collezioni vascolari, in particolar modo quelle dell'università di Harvard, del Museum of Fine Arts di Boston e del Metropolitan Museum of Art di New York. Il risultato di questi studi confluì nel suo Attic Red-figure Vases in American Museums, pubblicato nel 1918.
Risale al 1925, anno in cui conseguì la cattedra, la pubblicazione della sua opera maggiore Attische Vasemaler des rotfigurigen Stils una lista di identificazioni di artisti che vedrà la sua prima edizione inglese nel 1942, sotto il titolo Attic Red-figure Vase-painters.

## Il metodo di Beazley

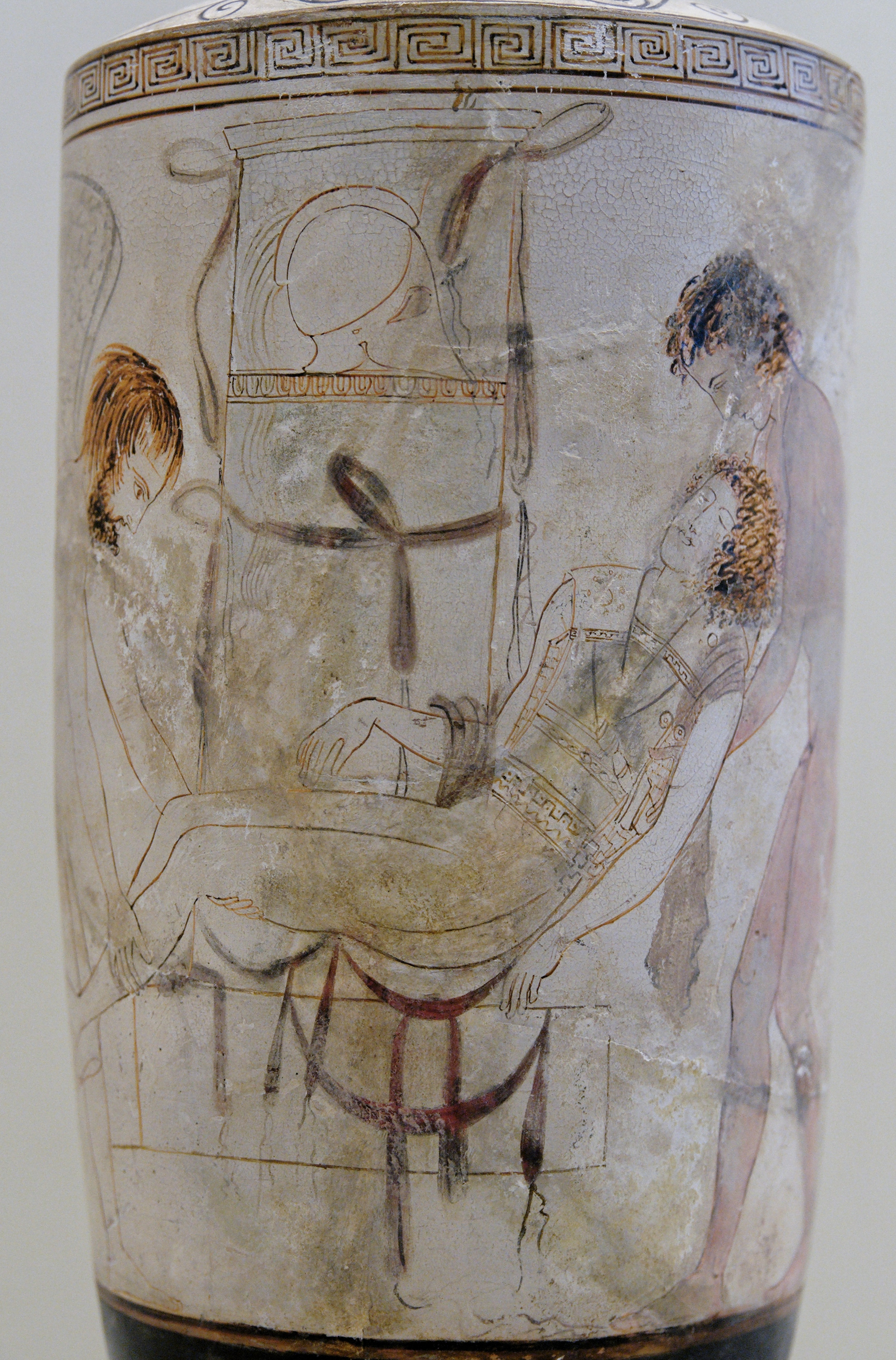
Hypnos e Thanatos trasportano il corpo di Sarpedonte, da una lekythos a fondo bianco del Pittore di Thanatos (ca. 460 a.C.) al British Museum, Londra

Beazley applicò e adattò al suo campo di studi, in maniera feconda, il metodo di interpretazione stilistica ideato per l'arte rinascimentale da Giovanni Morelli, al fine di attribuire, in analogia a quanto fatto da Bernard Berenson, opere e manufatti vascolari a una specifica "mano" o bottega d'artista, perfino quando l'assenza di qualsiasi segno impedisse l'attribuzione di un nome. È il caso, per esempio, del cosiddetto Pittore di Berlino, la cui cifra stilistica egli fu il primo a individuare.

### I primi passi
Non è chiaro come Beazley sia pervenuto a definire il suo metodo, se attraverso l'influenza di Berenson o la conoscenza del metodo di Morelli, oppure attraverso il lavoro di Crowe e Cavalcaselle sulla pittura fiamminga (Early Flemish Painters, 1856), che lui avrebbe potuto ben conoscere.
Di certo il primo abbozzo si può rintracciare negli appunti di viaggio datati giugno 1908, quando, giunto a Palermo, rivolse la sua attenzione a un cratere attico a volute, con raffigurazione a figure rosse di un'amazzonomachia.

### L'osservazione sistematica e comparata
Egli partiva dal presupposto che i vasi greci fossero opera di una varietà di artisti e atelier ciascuno dotato di una propria impronta stilistica. Si trattava allora di identificarne lo stile peculiare attraverso lo studio comparato di tutti quei minuti dettagli, apparentemente minori insignificanti, come le mani, le orecchie o i drappeggi, in cui poteva nascondersi la soggettività dell'artista.
Beazley iniziava innanzitutto dalla osservazione delle forme dei vasi, della loro taglia e dei motivi.
Eseguiva poi minuziosi ricalchi delle raffigurazioni da trasformare poi in disegni. Proprio grazie a queste riproduzioni grafiche si proponeva di ricostruire e comprendere il sistema di disegno utilizzato dall'artista, secondo un metodo che gli permette di attribuire le singole opere a pittori identificati da un nome convenzionale. Nascono così denominazioni come il Pittore di Thanatos, così chiamato da una lekythos funeraria a fondo bianco del British Museum rappresentante Hypnos e Thanatos, o il già citato Pittore di Berlino, che prende il suo nome da un'anfora allo Staatliche Museen.
L'applicazione costante di queste tecniche, in oltre quarant'anni di lavoro, gli permetterà, ad esempio, di seguire la mano di un artista attraverso più opere nel tempo fino a riconoscerne e seguirne persino l'evoluzione stilistica, dalle prime espressioni giovanili fino alle fasi senili.

### Formalizzazione del metodo
Questo metodo comparativo, che egli andò perfezionando e divulgando, trovò la sua più compiuta formalizzazione nel 1922, in un articolo pubblicato sul Journal of Hellenic Studies il cui titolo, Citharœdus, riecheggiava la raffigurazione di un musicista da un'anfora conservata al Metropolitan Museum e da lui attribuita, proprio grazie al suo metodo, al Pittore di Berlino.
Nell'articolo del 1922 Beazley focalizza l'attenzione sulle sagome dei vasi, il design, i disegni, le figure e le tecniche di esecuzione, elementi che connotano quello che lui chiama «system of forms», il cui esame comparato permette di pervenire a una conoscenza dell'arte vascolare il cui livello di solidità non ha termini di confronto in alti campi della storia dell'arte.

Al suo apparato di appunti, ricalchi e disegni aggiunse poi la fotografia, soprattutto, 
inizialmente, a opera di sua moglie Marie Bloomfield, sposata nel 1919.

### Uno studio senza pregiudizi
Un grande merito di Beazley è stato il saper rivolgere la sua attenzione di studioso all'intero fenomeno della ceramica antica - senza alcuna preclusione verso le realizzazioni minori. Per la prima volta con lui la pittura vascolare diveniva oggetto di studio quale fenomeno intrinseco e rilevante, non più arte minore di interesse subalterno e sussidiario rispetto alla scultura e alla pittura. Beazley applicò così la propria tempra intellettuale alla ricostruzione della storia di un intero movimento di artisti ceramografi e botteghe nell'antica Atene, facendo inaspettatamente risorgere, da un indistinto e bimillenario anonimato, le insospettate individualità delle singole mani d'artista.

## Opere
- Master of the Achilles Amphora in the Vatican, in Journal of Hellenic Studies, 34, 1914, pp. 179–226
- Attic Red-figured Vases in American Museums, 1918
- The Lewes House Collection of ancient Gems, Oxford 1920
- Citharoedus, in Journal of Hellenic Studies, 42, 1922, pp. 70–98
- Attische Vasenmaler des rotfigurigen Stils, Tübingen, 1925, ed. inglese: Attic Red-Figure Vase-Painters, Oxford, 1942, 2ª ed. 1963
- Greek Vases in Poland, 1928
- The Pan Painter, 1931 e 1974
- The little Master Cups, in Journal of Hellenic Studies, 52, 1932, pp. 167–204.
- The Berlin Painter, 1932 e 1974
- The Kleophrades Painter, 1933 e 1974
- Attic Red-figure Vase-painters, Oxford 1942
- Potter and Painter in Ancient Athens, 1944
- Attic White Lekythoi, 1946
- Etruscan vase painting, Oxford 1947
- The Development of Attic Black-figure, Berkeley 1951. Revised edition Dietrich von Bothmer und Mary B. Moore. Berkeley: University of California Press, 1986 ISBN 0-520-05593-4
- Attic Black-Figure Vase-Painters, Oxford 1956
- Spina e la ceramica greca, in Studi etruschi, 25 supplemento, 1959, pp. 47–45
- Paralipomena: additions to Attic black-figure vase-painters and to Attic red-figure vase-painters, a cura di Donna C. Kurtz, Oxford 1971
- Greek Vases, Lectures by J.D. Beazley, a cura di Donna C. Kurtz, Oxford 1989

## Altri riconoscimenti
Nel 1965 l'Accademia dei Lincei gli ha conferito il Premio Feltrinelli Internazionale per l'Archeologia.